# Грантфорк (Илиноис)
Грантфорк (енгл. Grantfork) град је у америчкој савезној држави Илиноис.

## Демографија
По попису из 2010. године број становника је 337, што је 83 (32,7%) становника више него 2000. године.
| Група             | 2000.       | 2010.       |
| Белци             | 251 (98,8%) | 325 (96,4%) |
| Афроамериканци    | 0 (0,0%)    | 0 (0,0%)    |
| Азијати           | 0 (0,0%)    | 2 (0,6%)    |
| Хиспаноамериканци | 1 (0,4%)    | 2 (0,6%)    |
| Укупно            | 254         | 337         |